# Badminton bei den European Masters Games
Badminton gehörte bei den European Masters Games zu den Sportarten, die bei der ersten Austragung im Programm der Spiele standen. 2011 wurden die Games ohne Badminton-Beteiligung ausgetragen.

## Austragungen
| Nr. | Jahr | Austragungsort     | Land       | Bemerkung                           |
| --- | ---- | ------------------ | ---------- | ----------------------------------- |
| I   | 2008 | Malmö              | Schweden   | 29. August – 7. September           |
| II  | 2011 | Lignano Sabbiadoro | Italien    | 10. – 20. September, ohne Badminton |
| III | 2015 | Nizza              | Frankreich | 1. Oktober – 11. Oktober            |
| IV  | 2019 | Turin              | Italien    | 26. Juli – 4. August                |
| V   | 2023 | Tampere            | Finnland   | 29. Juni – 1. Juli                  |